# ДВС (селище)
Селище ДВС (також Водогі́н) — селище Дніпровської водопровідної станції. Розташоване в Оболонському районі міста Києва, поблизу шляху на Вишгород (між Богатирською вулицею та Литовським проспектом). З іншими частинами Києва забудовою не з'єднане.
За часів Демидова в Києві сталась подія, про яку нечасто згадують. У 1872 році запрацював міський водогін: вода з Дніпра проходила через англійський фільтр і подавалась заможним киянам. Так починалась історія Київводоканалу.
Селище ДВС почало будуватися у 30-і роки ХХ століття разом з пуском у експлуатацію водопровідної станції та відновлювалось та розширювалось в 1950-ті роки як селище для персоналу Дніпровської водопровідної станції (в народі щодо селища також поширена назва «Водогін»). Мало назву селище Дніпроводгоспу.
Було прокладено центральну дорогу — Дніпроводську вулицю та 4 вулиці. Основна забудова — 2-5-поверхова (2 будинки - 9-поверхові).
2001 року в селищі відкрито першу за його історію церкву — церкву Георгія Побідоносця УПЦ МП. Церква ще не має власного приміщення, однак планується будівництво храму.